# سیارک ۷۳۸۳
سیارک ۷۳۸۳ (به انگلیسی: 7383 Lassovszky، نامگذاری:1981SE) هفت هزار و سیصد و هشتاد و سومین سیارک کشف شده‌است که در ۳۰ سپتامبر ۱۹۸۱ کشف شد.
قدر مطلق سیارک برابر ۱۳٫۶۰ است.